# 長齒長舌蝠屬
長齒長舌蝠屬（暗色長齒長舌蝠）（学名：Lichonycteris），为哺乳綱、翼手目、葉口蝠科的一屬哺乳動物。

## 下属物种
本属包括以下物种：
- Lichonycteris degener Miller, 1931
- 暗色长齿长舌蝠 Lichonycteris obscura Thomas, 1895，褐扁長鼻蝠